# Föräldrastödsprogram
Föräldrastödsprogram, Parent Management Training eller PMT är en pedagogisk metod för att förbättra föräldraförmågorna hos föräldrar till barn med utagerande problematik. Föräldraförmågorna kan behöva förbättras då man har ett barn som är särskilt svårhanterat, eller då förälderns förmåga är särskilt nedsatt. Ofta gör den ärftliga komponenten i exempelvis ADHD att föräldrar och barn delar problematik, vilket förstås gör behovet än större. Barn som kan fungera bättre efter att deras föräldrar har genomgått en föräldrautbildning kan vara barn med diagnoser som just ADHD eller framförallt ODD (Trotssyndrom). 

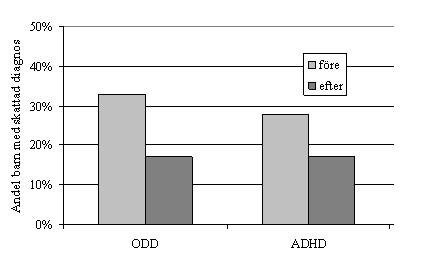
Effekterna av KOMET-utbildning, uppdelat på barn som uppfyller kriterierna för ODD och ADHD. Andelen barn som uppfyller kriterierna efter föräldrarnas utbildning är minskar.

Evidensen för effekten av föräldrautbildning är mycket god. Flera studier visar att problembeteendena hos barnet minskar med cirka 40% efter att föräldrarna genomgått en PMT-utbildning.

## Inledning
Grundtanken är att hjälpa föräldrar att hitta bättre sätt att vara gentemot sina barn. Fokus ska flyttas från bestraffningar till konsekventa belöningar. Metoden började först utvecklas under 1960-talet och evidensprövas under 1970-talet i Amerika av exempelvis Alan Kazdin. Under slutet av 1990-talet kom metoden till Sverige, och exempelvis sedan 2002 har Stockholm Stads FoU-enhet utvecklat ett specialsytt föräldrautbildningsprogram för svenska förhållanden. Programmen har gemensamt att de riktar sig till föräldrar med utagerande barn och bygger på inlärningsteori. Barnen är aldrig själva med i utbildningen, utan endast föräldrarna inbegrips direkt.

## Teoretisk grund
Ett antagande med PMT är att föräldrakompetens är en färdighet hos föräldrar och inte en egenskap. Föräldrakompetens inbegriper ett stort antal kognitiva förmågor och kräver väldigt mycket av en människa, men en bra förälder har också realistiska föreställningar om hur uppfostran går till. Det är inte ovanligt att föräldrar till krångliga barn har annorlunda uppfattningar om uppfostran än det vanliga, de tenderar exempelvis att i större utsträckning än andra tro att en auktoritär föräldrastil är mer effektiv än en belönande. Både konkreta föräldraförmågor och sådana föreställningar försöker man påverka med PMT 
Generellt i PMT försöker man minska tiden som föräldern använder åt att försöka distrahera barnet eller försöka sätta upp gränser eller andra försök att minska problembeteenden. Det är lättare att öka önskvärda beteenden som barnet har, genom belöningar och beröm och uppmärksamhet, än att minska icke önskvärda beteenden. Man försöker göra relationen mellan föräldern och barnet mer positiv, så att de få gränser och regler man sätter upp efterföljs. En analogi man använder i utbildning kan vara att barnets förtroende är som ett bankkonto: med positiv samvaro sätter man in på kontot, att vara gränssättande kräver uttag. Mer konkret så låter man exempelvis föräldern registrera problembeteenden och formulera uppnåeliga mål, formulerade konkret och mätbart. Man lär föräldern bättre sätt att kommunicera med sitt barn, exempelvis att säga till innan en situation eskalerar, och göra någonting åt situationen tidigt och avbryta den i sin linda. Väldigt konkret har man ofta ett belöningssystem där man tillsammans med barnet kommer överens om ett eller flera beteenden som ska belönas med en förutbestämd belöning. Viktigt är att barnet uppfattar föräldern som konsekvent och förutsägbar i när barnet belönas eller bestraffas (ignoreras).
Att öva upp rena problemlösningsförmågor hos föräldrarna kan också ingå i en PMT-metod, liksom stresshantering för föräldrarna själva. Detta för att öka förälderns flexibilitet i stressade situationer. Man kan också behöva informera föräldrarna om den kognitiva utvecklingen hos barn, då många föräldrar har orealistiska krav på sina barns förmågor och vad de ska klara av. Orealistiska krav är annars en källa till konflikter ).

## Genomförande
De flesta PMT-metoder är manualbaserade med en professionell lärare som instruerar föräldrar i grupp eller individuellt. Man jobbar med många olika pedagogiska hjälpmedel såsom videoexempel, rollspel och många hemläxor. Längden på utbildningen varierar förstås mycket, men antalet träffar brukar vara mellan tio och tjugo gånger. Programmen riktar sig oftast till föräldrar med barn i åldrarna 3-13 år, och generellt är evidensen för resultat bättre om barnet är yngre än åtta år. Utbildningsträffarna brukar vara strukturerade och ta upp olika teman vid varje träff. Exempelvis Webster-Stratton har följanden teman på sina träffar: 
- ”Att uppmärksamma och uppmuntra positiva beteenden”
- ”Gränssättning och konsekvent uppföljning av barnets beteenden”
- ”Problemlösning och konflikthantering”
- ”Ökad tillsyn och kunskap om vad barnet gör och var det befinner sig”
- ”Kontakter med skolan och skolbefrämjanden åtgärder”[2]

Det finns också liknande program utformade för lärare, men dessa får generellt sämre evidens.

## Alternativ och komplettering till PMT
Medicinering och arbetsminnesträning är två behandlingsmetoder för en grupp av de barn som kan hjälpas av föräldrautbildning, nämligen de med ADHD. Medicinering är med centralstimulantia, exempelvis med metylfenidat. Medicineringen kan göra barnet mer mottagligt för annan behandling som PMT. Arbetsminnesträning i form av daglig träning med dataprogram är en annan metod för patientgruppen barn med ADHD-problematik. I Sverige utvecklar och säljer företaget CogMed arbetsminnesträningsprogrammet RoboMemo och företaget Kognitiva Kompaniet har ett motsvarande program vid namn Minneslek. Robomemo är konstruerat med hjälp av Torkel Klingbergs forskning kring träning av arbetsminnet.
Eftersom dessa tre behandlingsmetoder (farmaka, arbetsminnesträning och PMT) riktar in sig på olika delar av barnets problematik (bakomliggande neurologisk svaghet, kognitiv svaghet respektive miljöfaktorer) kan det förmodas att metoderna är kompletterande, även om detta inte undersökts specifikt.

## Appliceringar i Stockholm

### KOMET
Stockholms Stad har utvecklat en egen PMT-metod kallad KOMET. Detta är en förkortning för KOmmunikationMETod och finns i flera varianter: KOMET för föräldrar med barn mellan 3 och 11 år eller  mellan 12 och 18 år, Förstärkt KOMET, samt KOMET för lärare. På enheten PLUS, en del av Framtid Stockholm inom Socialförvaltningen i Stockholms Stad, utbildas gruppledare i KOMET. PLUS ansvarar också för att utveckla, förvalta och pröva ut manualerna vidare, samt att stötta stadsdelarna med implementering av föräldrastödsprogram. 
På programmets webbplats beskriver man sig som ett utbildningsprogram som riktar sig till föräldrar och lärare. "Målet är att lära ut verktyg som leder till mindre bråk och konflikter hemma och i skolan. Programmet bygger på att lära föräldrar och lärare bättre sätt att kommunicera med barnet. Idén är att det är den vuxne som i första hand måste förändra sitt beteende för att minska problemen. En kurs i KOMET ger föräldrar och personal inom skolan verktyg som på sikt leder till en bättre relation mellan den vuxne och barnet. Fokus ligger på att bryta negativa beteendemönster genom att förstärka det som barnet gör bra.”
Föräldrarna kommer oftast i kontakt med metoden genom förskola eller skola, och i evidensundersökningen fann man att i föräldraskattningar uppfyllde 46% av barnen kriterierna för någon neuropsykiatrisk diagnos .Programmet innefattar elva träffar, en gång i veckan. Varje möte är två och en halv timme långt med raster. I varje kurs deltar föräldrarna till sex barn och leds av två gruppledare. Utbildningen är manualbaserad och gruppledarna utbildas centralt i Stockholm. Fokus för de elva gångerna är följande:
- Gemensam stund och uppmärksamhet
- Förbereda och uppmana
- Bekräfta och uppmuntra
- Ormen
- Stämma av och samarbeta
- Enskild träff
- Välja strider
- Nödbroms
- Regler och konsekvenser
- Lösa problem tillsammans
- Framtidsplaner

## Evidens
Åsa Kling och Knut Sundell sammanfattar de vetenskapliga effekterna av PMT som följande: ”En lång rad studier har de senaste 30 åren bedrivits för att undersöka hur effektivt PMT är. Ingen annan behandling för barn och ungdomar är så väl undersökt som PMT. Markant beteendeförändring hos barn har dokumenterats av föräldrar, lärare, genom direkt observation och institutionella register.” De flesta barn, ungefär två av tre, minskar sina problembeteenden från en klinisk nivå (med krav på behandling) till normalnivå.” Socialstyrelsen beslutade 2008 att genomföra en nationell jämförelsestudie av föräldrastödsprogrammen Cope, KOMET, Connect och De otroliga åren, samt en självhjälpsbok om föräldrastöd. Örebro Universitet fick i uppdrag att genomföra studien, i samarbete med Lunds Universitet, Göteborgs Universitet och Karolinska Institutet. Resultaten visade att barnens beteendeproblem minskar och att föräldrarna känner ny glädje i sitt föräldraskap efter deltagande i ett föräldrastödsprogram. Förbättringarna gällde alla de fyra studerade programmen, och effekterna kvartstod både ett och två år senare. Störst effektstorlek fick KOMET (d=.63) följt av Cope (d=.42) men skillnaderna mellan de olika föräldrastödsprogrammen var mindre vid ett- och tvåårsuppföljningen. Samtliga program hade vid tvåårsuppföljningen minskat externaliserande beteenden med effektstorlekar på 0.75 till 1.
I de längsta uppföljningsstudierna som gjorts, 10 till 16 år efter behandling, tycks ungefär hälften av barnen bibehålla effekten av behandlingen. Detta är alltså en viss försämring jämfört med direkt efter utbildningens avslutande, men fortfarande ett mycket bra resultat. De barn som försämras är oftast de vars familjer har andra problem som fattigdom och psykisk sjukdom. Det få långtidsstudier som har gjorts lider emellertid oftast av metodologiska problem och låg svarsandel, vilket gör att resultaten ska tolkas försiktigt. Det finns visst stöd för att uppföljande och korta insatser med långa mellanrum kan förbättra långtidseffekt av PMT.[3]

## Kritik
Föräldrautbildningsprogrammen har fått utstå viss kritik i svenska medier, både från lekmän och från professionellt håll. I ett antal artiklar i DN under januari 2008) diskuterades föräldrautbildningar och gavs både positiva och negativa bedömningar. Föräldrar som går kurserna beskrivs som nöjda med denna, men exempelvis barnläkaren Lars H Gustafsson framför kritik. Kritiken riktar sig framförallt mot vad som uppfattas som de bestraffande inslagen i utbildningarna (i KOMET exempelvis time-out-metoden och att barnens negativa beteenden ska ignoreras bort). Metoden uppfattas som cynisk och kritikerna menar att barnet löper långsiktiga risker då "kärleken villkoras". Kritikerna menar också att det finns en risk för att barnet utvecklar ett behov av yttre belöningar för att i framtiden bete sig väl. Inget av dessa påståenden stöds emellertid av någon empiri då det ännu inte gått tillräckligt lång tid för att det ska finnas något forskningsunderlag av värde. Till skillnad mot de kortsiktiga positiva effekter KOMET till synes har och följaktligen går att mäta tidigt så tar det betydligt längre tid innan det går att börja forska kring och mäta eventuella negativa effekter som kritikerna åsyftar. Representanter för KOMET-programmet har bemött en del av den kritik som lyfts, bland annat genom att betona att metoder som time-out, skamvrå eller att ignorera barn inte ingår i Komet. Syftet med Komet är att stärka relationen mellan förälder och barn och minska konflikter. I studier har Komet visat sig minska barnmisshandel (såsom att knuffa, hugga tag i eller ruska om sitt barn) med 50 procent. 
I en krönika i DN menar författaren Nina Björk att föräldrautbildningarna uttrycker ett ekonomiskt perspektiv på barnuppfostran, med prat om avtal och löning.

## COPE
COPE- programmet har utarbetats av professor Charles Cunningham vid McMaster’s Children’s Hospital i Hamilton, Ontario. COPE-programmet baseras på Barnkonventionen. Genom att erbjuda programmet universellt via exempelvis förskola, BVC, elevvård/skolhälsovård kan man stärka skyddsfaktorer för barn och föräldrar. COPE kan med fördel erbjudas till alla föräldrar som upplever att de har behov av stöd i att hantera vardagsproblem men utarbetades ursprungligen för föräldrar till barn med utagerande beteende. COPE har funnits i Sverige sen 2000 och erbjuds som föräldraskapsstöd i en tredjedel av landets kommuner och i regioner inom t.ex. habilitering, BUP och NP-team. COPE-programmet bygger på inlärningspsykologi och social inlärningsteori men också på kognitiv attributionsteori, systemisk familjeteori och teorier om storgruppsprocesser. Syftet är att ge föräldrar verktyg att förstå och hantera vardagsproblem samt öka tilltron till den egna förmågan. Ett viktigt syfte är också att förbättra samspelet i familjen och att skapa stödjande nätverk. Programmet har en utpräglat pedagogisk inriktning. COPE är manualbaserat och utgår från en storgruppsmodell, vilket gör programmet kostnadseffektivt och skapar förutsättningar för ett rikt erfarenhetsutbyte mellan föräldrar. En COPE-kurs omfattar 7 kurstillfällen om två timmar. Gruppen träffas en gång i veckan. Programmet bygger på föräldrarnas aktiva deltagande med reflekterande samtal i smågrupper och i storgrupp. Varje gruppträff är noga strukturerad och avhandlar en strategi. Det kan exempelvis röra sig om hur man uppmuntrar och berömmer sitt barn på ett medvetet sätt för att bryta negativa cirklar i samspelet. Föräldrar får också arbeta med hur man kan fördela sin uppmärksamhet mellan syskon, hur man kan bortse från vissa mindre förseelser genom att hålla inne med negativa reaktioner, hur man kan förebygga och planera för att hantera problemsituationer och hur man kan förhålla sig när barnet gått för långt. En problemlösningsstrategi ingår också.
COPE-Centret är ett icke-vinstdrivande center som har i uppgift att kvalitetssäkra och sprida COPE-programmet i Sverige. Uppdatering av manualer, filmer och att serva COPE-kursledare är några av centrets uppgifter.
- Positiv samvaro, uppmärksamma det positiva, delad uppmärksamhet
- Tydliga uppmaningar
- Bevara sitt lugn, bortse från negativt beteende
- Förbered övergång, Först-sedan
- Planera tillsammans
- Hantera konflikt
- Problemlösning